# Wolf Wirth
Wolf Wirth (* 30. Juli 1928 in Nürnberg; † 30. Juni 2005 in München; gebürtig Wolfgang Wirth) war ein deutscher Kameramann.
Er absolvierte eine fotografische Ausbildung und arbeitete ab 1948 als freiberuflicher Fotograf. 1954 fungierte Wirth erstmals als Kameraassistent bei Rolf Thieles Sie. Mit Kurz- und Dokumentarfilmen begann er im selben Jahr  seine Laufbahn als Kameramann.
Wirth arbeitete in den 1960er-Jahren als Chefkameramann weiterhin vorwiegend mit Regisseur Rolf Thiele zusammen, er wurde aber auch von Vertretern des Neuen Deutschen Films engagiert. 1962 erhielt er für seine Kameraführung in Das Brot der frühen Jahre das Filmband in Gold, 1964 wurde ihm dieselbe Auszeichnung für Kennwort: Reiher zuerkannt.
Ab Mitte der 1970er-Jahre wandte sich Wirth ganz der Werbung zu. Als Unterzeichner des Oberhausener Manifestes empfing er 1982 wegen seiner Verdienste um den deutschen Film das dritte Filmband in Gold.

## Filmografie
- 1954: Der Tag, an dem die Sonne erlosch
- 1960: Brutalität in Stein
- 1961: Tobby
- 1961: Kalamitäten
- 1961: Das Brot der frühen Jahre
- 1962: Wenn ich Chef wäre
- 1962: Liebe mit zwanzig (L' Amour à vingt ans)
- 1962: Stück für Stück
- 1963: Venusberg
- 1963: Madeleine, Madeleine
- 1963: Der Topf
- 1963: Moral 63
- 1964: Kennwort: Reiher
- 1964: Tonio Kröger
- 1964: Wälsungenblut
- 1964: DM-Killer
- 1965: Autorennen
- 1965: Tante Frieda – Neue Lausbubengeschichten
- 1965: Das Liebeskarussell
- 1965: Die Herren
- 1965: Ich suche einen Mann
- 1966: Der Brief
- 1966: Grieche sucht Griechin
- 1967: Der Tod eines Doppelgängers
- 1967: Der Lügner und die Nonne
- 1967: Tätowierung
- 1967: Katz und Maus
- 1967: Wenn Ludwig ins Manöver zieht
- 1968: Zum Teufel mit der Penne
- 1968: Die Ente klingelt um halb acht
- 1968: Heimlichkeiten
- 1969: Grimms Märchen von lüsternen Pärchen
- 1970: Komm nach Wien, ich zeig dir was!
- 1970: Ohrfeigen
- 1970: Frisch, fromm, fröhlich, frei
- 1971: Der scharfe Heinrich
- 1971: Rosy und der Herr aus Bonn
- 1974: Undine 74
- 1975: Potato Fritz